# Tratado Herrera-Mariscal
El tratado Herrera-Mariscal es un documento escrito e informativo firmado en 1882 entre el presidente de México, Manuel González Flores y el de Guatemala, Justo Rufino Barrios, en el cual esta última nación renunció para siempre a los territorios de Chiapas y Soconusco. El acuerdo fue ratificado en 1883.

## Antecedentes
México estaba en guerra con Estados Unidos y terminó perdiendo dos millones y medio de km² por el Tratado de Guadalupe Hidalgo en su frontera norte, lo cual representaba 55% de su territorio; consecuentemente, reforzó sus fronteras en un área reclamada por Guatemala (Soconusco) mediante una invasión militar. Guatemala protestó: el 12 de septiembre de 1842 el ministro de Relaciones Exteriores guatemalteco envió una carta extensa a su homólogo mexicano, pero no se declaró la guerra y tampoco se rompieron las relaciones diplomáticas: Guatemala se limitó a enviar esa misiva y una protesta a todos los países con los que se tenían establecidas relaciones diplomáticas el 17 de noviembre de 1842 en que se denunciaba la ocupación militar del Presidente mexicano Antonio López de Santa Anna en Chiapas y Soconusco.
A pesar de la disparidad de fuerzas con México, Guatemala mantuvo su argumento sobre los territorios de Chiapas y Sononusco por cuarenta años más, pero la participación y presión del general Justo Rufino Barrios en el arreglo de límites entre Guatemala y México en 1882 precipitó la solución de un diferendo en que Guatemala acabó cediendo todas sus posiciones en beneficio de la política particular del general Barrios de eliminar los obstáculo se opusieran en su proyecto de unión centroamericana. Barrios debió creer que el término de la cuestión de límites con México mediante la firma de un tratado definitivo cubrían su retaguardia, pues dejaba a México satisfecho con la cesión de Chiapas y Soconusco; además, contaba con El Salvador -cuyo presidente había colocado él mismo-, con Honduras -en donde había colocado a Marco Aurelio Soto en 1876 luego lo sustituyó cuando ya no le convenía- y, supuestamente, con el apoyo de Estados Unidos, al que había ofrecido el control de un futuro canal interoceánico.

### Licencia del presidente Barrios
Cuando el general Barrios fue elegido presidente de la República para el primer período constitucional que se inició en 1880, luego de crear una constitución a su medida en 1879, presentó formalmente su renuncia al cargo ante la Asamblea Nacional Legislativa aduciendo que no quería quebrantar las instituciones democráticas continuando en el poder y que su salud y familia requerían su atención.  La Asamblea, completamente dominada por los liberales, no aceptó la renuncia y Barrios asumió el 15 de marzo de 1880 como el primer presidente constitucional de Guatemala; sin embargo, el 6 de abril de 1881, solicitó que le otorgaran una licencia para ausentarse del país para atender asuntos familiares y de salud y realizar un viaje a Europa y Estados Unidos durante un año.  La solicitud fue aceptada directamente por la asamblea por la iniciativa del padre Arroyo; es más, al día siguiente el diputado Francisco Anguiano hizo la moción de que el estado guatemalteco pagara los gastos del presidente en su viaje oficial, lo cual fue aprobado a iniciativa de Arroyo, aunque Barrios diplomáticamente rehusó la dádiva.
| Ángel María Arroyo fue el diputado que más defendió que se le otorgara el permiso a Barrios de ausentarse de Guatemala por un año en abril de 1881: «¿Qué podría decir la Asamblea al señor presidente de la República, cuando este alto funcionario se le dirige diciendo que, para su reposo, que para la tranquilidad de su familia, que para la conservación de su salud, necesita de un descanso? [...] En atención a las altísimas consideraciones se merece el señor Presidente, debe acordarse acceder a la licencia que solicita.» Y luego, Arroyo también fue el principal promotor para que la Asamblea aceptara que el Estado de Guatemala le pagara a Barrios sus gastos de viaje: «Nunca imaginé que pudiera presentar la más pequeña dificultad ante la conciencia de ninguno de los señores representantes la moción que, impulsados por un sentimiento de verdadero patriotismo, hemos hecho a la Asamblea varios diputados... Nunca creí que sonara en el seno de la Asamblea la palabra de "atravesamos crisis económica", cuando se está tratando de hacer la erogación más justa y más fundada y ha de ser la base del engrandecimiento y de la riqueza nacional, atendiendo el carácter progresista del ilustre viajero...» —Federico Hernández de León, El libro de las efemérides |

### Renuncia del embajador Lorenzo Montufar
Poseedor de una integridad a toda prueba, siendo Secretario de Relaciones Exteriores del gobierno, el licenciado Lorenzo Montufar y Rivera defendió la territorialidad de Guatemala frente a la agresividad del general Justo Rufino Barrios, sus ministros y diplomáticos: protestó enérgicamente ante el presidente el hecho de Guatemala entregara Chiapas y Soconusco, y que se viera despojada de miles de millas con la anuencia y regalo de su presidente y ministros.
En 1882, Montúfar había sido nombrado como Ministro Plenipotenciario en Washington para tratar el asunto de los límites con México. Cuando llegó Barrios a Washington en 1882 dejó arreglados los preliminares de un arreglo entre México y Guatemala, que se debía firmar en Nueva York, a donde se dirigió después; dejó a Montúfar en Washington a cargo de finalizar los documentos.  Pero Montúfar no estuvo de acuerdo con los términos del tratado -pues se cedía México Soconusco y gran parte de Chiapas- y partió para Nueva York, dirigiéndole a Barrios una nota, que anticipadamente dio a la prensa, indicando que no estaba de acuerdo con e tratado.  Es más, tras sus desavenencias por el tratado de límites con México, el doctor Montúfar envió la siguiente misiva de renuncia al presidente en funciones de Guatemala, general Orantes:
| Señor Presidente de la república de Guatemala, General Orantes: Lorenzo Montúfar, enviado Extraordinario y Ministro plenipotenciario de Guatemala en Washington, D.C., ante Ud. respetuosamente digo que no tengo el honor de estar de acuerdo con el señor general Don J. Rufino Barrios en muchos y muy importantes puntos de la política de Centroamérica, ni me es posible continuar sufriendo por más tiempo el trato que el expresado general da a muchas personas, sin exceptuar a sus más leales servidores. Por tanto, renunció el cargo de Enviado Extraordinario y Ministro Plenipotenciario y protestando mi lealtad a Guatemala y a Centroamérica, a Ud. pido se digne admitir la renuncia. Nueva York, 2 de agosto de 1882 —Lorenzo Montúfar |

A dicha misiva, el gobierno de Orantes respondió en estos términos:
| Palacio Nacional: Guatemala, 6 de septiembre de 1882 Vista la renuncia que ha hecho el Dr. Lorenzo Montúfar del cargo de Enviado Extraordinario y Ministro Plenipotenciario de Guatemala en los Estados Unidos de América, y los términos en que está concebida, el general encargado de la Presidencia, rechaza los motivos calumniosos en que la funda, reprueba la insidiosa y pérfida conducta que, con notable abuso de confianza ha tenido el Doctor Montúfar, y admite su dimisión - Comuníquese - Rubricado por el señor general encargado de la Presidencia. |

Al conocer su renuncia, el gabinete completo del general Barrios publicó un documento en defensa de la política de Barrios y atacando a Montúfar, llamándolo traidor y calumniador injurioso que estaba tratando de "manchar la alta reputación del general Barrios". Además, muchos otros oficiales del gobierno liberal a nivel municipal e incluso de institutos públicos fundados por Barrios dieron muestras de un profundo servilismo, publicando sendos mensajes de adhesión al dictador liberal, defendiendo el tratado de límites con México -sin importar la gran pérdida de territorio guatemalteco- llamando todos ingrato, traidor e incluso estúpido a Montúfar, alegando que era mejor dejarlo en el olvido por sus injustificados ataques contra el Benemérito general Barrios.  estos documentos quedaron recogidos en el documento llamado La Traición del doctor Lorenzo Montúfar juzgado por los pueblos.  Entonces salieron a la luz supuestos problemas que el Dr. Montúfar habría tenido en sus gestiones como ministro de Estado en Costa Rica y El Salvador: en Costa Rica habría sido acusado de haberse apropiado de forma indecorosa de una valiosa finca- y luego en el gobierno del general Gerardo Barrios en El Salvador habría habido dudas sobre su administración.
Barrios retornó a Guatemala a principios de noviembre de 1882, y fue recibido con nuevas muestras de servilismo, con documentos de adhesión en donde se le feilicitaba por su regreso y por haber llevado a feliz término el tratado de límites con México.

## Comisión de Límites con México

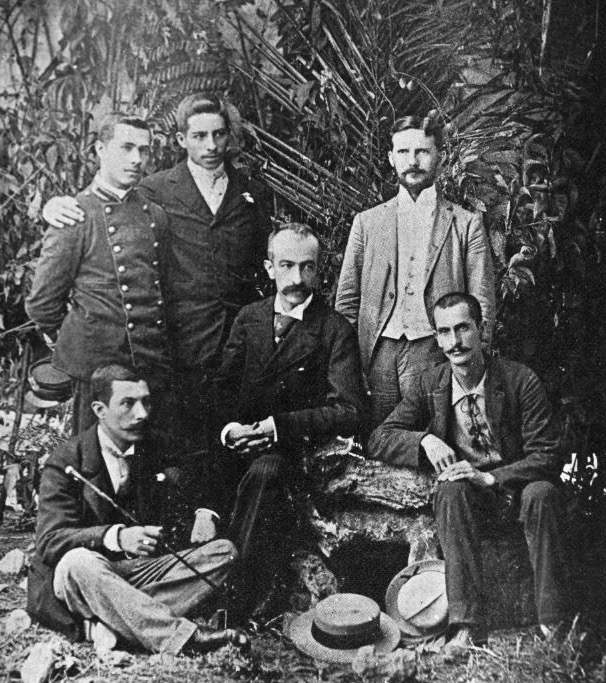
Comisión de ingenieros de Guatemala en el proyecto de la delimitación de límites con México. Al centro, el ingeniero Claudio Urrutia, jefe de la Comisión. Fotografía de La Ilustración Guatemalteca.

En virtud del convenio celebrado en la capital de México el 7 de diciembre de 1877 por los representantes de ambos países, fueron nombradas dos comisiones de ingenieros, una por cada nación para que reconocieran la frontera y levantaran un plano que sirviera para las negociaciones entre los dos países; aunque sólo se hizo un mapa de la frontera comprendida entre las faldas del volcán Tacaná y el océano Pacífico, se celebró la reunión del presidente Justo Rufino Barrios y Matías Romero, representante mexicano, en Nueva York el 12 de agosto de 1882, en la que se sentaron las bases para un convenio sobre límites, en las cuales hizo constar que Guatemala prescindía de los derechos que le asistieran sobre Chiapas y Soconusco y se fijaron los límites definitivos. En noviembre de 1883, se dio principio al trazado de la frontera y al levantamiento del plano topográfico de sus inmediaciones, siendo jefe de la comisión guatemalteca el astrónomo Miles Rock, y sus colaboradores Edwin Rockstroh, Felipe Rodríguez, Manuel Barrera y Claudio Urrutia. En el primer año de trabajo se llegó únicamente al cerro Ixbul, y en el siguiente se buscó llegar al Río Usumacinta o al Río Chixoy, pero fue en extremo difícil debido a que no había caminos en el área. 
Lo más difícil de sobrellevar fue lo inhóspito de la región de Ixcán en donde en seis meses murieron cerca de trescientos ayudantes. Y, por último, se encontraron con que el río Chixoy estaba más al este de lo que se creía y lo fueron a encontrar cerca de Cobán, muy lejos de la frontera con México. Ni Urrutia ni Rockstroh continuaron con la comisión, que entre 1884 y 1895 trabajó en estudios y trazados de las líneas del oeste y norte del Petén.
En 1895 hubo otro convenio entre el ministro de Guatemala en México, Sr. Emilio de León y el gobierno mexicano y se organizó una nueva comisión guatemalteca. En esta oportunidad, el jefe de la comisión fue el ingeniero Urrutia y sus colaboradores fueron los ingenieros Manuel Amézquita, Fabián Ortiz y Ricardo Walker, junto con los ayudantes Rafael Aldana, Abraham Flores, José Víctor Mejía De León y Francisco Reyes. En septiembre de ese año se hicieron presentes en la cabecera del Petén en donde ser reunieron con la comisión mexicana. Luego de estudiar las diversas líneas trazadas por ambas comisiones, se llegó al convenio definitivo en enero de 1896, cuando se construyeron quince monumentos que demarcaban la frontera.
El ingeniero Claudio Urrutia, jefe de la Comisión de Límites de Guatemala entre 1896 y 1900 manifestó en su informe al Gobierno de la República de Guatemala en 1900 que: «[...] el tratado fue fatal para Guatemala. En todo con lo que la cuestión de límites se relacionó durante aquella época, existe algo oculto que nadie ha podido descubrir, y que obligó a las personas que tomaron parte en ello por Guatemala a proceder festinadamente o como si obligados por una presión poderosa, trataron los asuntos con ideas ajenas o de una manera inconsciente». Y luego continúa: «Guatemala perdió por una parte cerca de 15.000 km y ganó por otra, cosa de 5,140 km. Resultado: Una pérdida de 10,300 km. Guatemala perdió catorce pueblos, diecinueve aldeas y cincuenta y cuatro rancherías, con más de quince mil guatemaltecos, mientras que México perdió un pueblo y veintiocho rancherías con dos mil quinientos habitantes: júzguese la equidad en las compensaciones».
Todos los ejemplares de la Memoria sobre la Cuestión de Límites fueron recogidos por órdenes del presidente Manuel Estrada Cabrera poco después de haberse repartido; y de acuerdo a la historiadora Solís Castañeda, lo mismo ocurrió con la segunda edición -1964- y con el libro Grandezas y Miserias de la Vida Diplomática de Enrique Del Cid que criticaba severamente a este tratado, los cuales fueron decomisado en 1968 por instrucciones del Ministerio de Relaciones Exteriores del gobierno del licenciado Julio César Méndez Montenegro.